# Districte de Naka-Tado
El districte de Naka-Tado (仲多度郡, Naka-Tado-gun) és un districte localitzat al Sanuki Central (Chūsan) de la prefectura de Kagawa, a la regió i illa de Shikoku, Japó. Naka-Tado és el districte més populós de tota la prefectura i el seu municipi més poblat és la vila de Tadotsu.

## Geografia
El districte de Naka-Tado es troba localitzat a la regió de Sanuki Central o Chūsan i està format per tres municipis: les viles de Kotohira, Mannō i Tadotsu. El territori del districte està repartit entre la part principal a l'illa de Shikoku i la part de les illes Shiwaku, corresponent a la vila de Tadotsu. La part sud del districte és plena de boscs i situada a la serra de Sanuki, mentres que el nord fa costa amb la mar interior de Seto.

### Municipis
| |          |          |          |
| \| Municipi \| Població \| Extensió \| Densitat \| \| -------- \| -------- \| -------- \| -------- \| \| Kotohira \| 8.466 \| 8,47 \| 1.000 \| \| Mannō \| 17.324 \| 194,45 \| 89,1 \| \| Tadotsu \| 22.813 \| 24,39 \| 935 \| \| Total \| 48.603 \| 227,31 \| 214 \| |          |          |          |
| Municipi | Població | Extensió | Densitat |
| Kotohira | 8.466    | 8,47     | 1.000    |
| Mannō | 17.324   | 194,45   | 89,1     |
| Tadotsu | 22.813   | 24,39    | 935      |
| Total | 48.603   | 227,31   | 214      |

## Història
El districte de Naka-Tado es fundà l'1 d'abril de 1899 fruit de la unió dels antics districtes de Naka i Tado, pertanyents a l'antiga província de Sanuki. El nom de l'actual districte prové d'una fusió fonètica dels noms dels antics districtes. La capital i seu del govern districtal s'hi trobava a Marugame.

### Antics municipis
La següent és una llista dels antics municipis del districte amb enllaç als seus actuals municipis:
- Kotonami (琴南町) (1956-2006)
- Chūnan (仲南町) (1955-2006)
- Enai (榎井村) (1890-1955)
- Yoshiwara (吉原村) (1890-1954)
- Yoshino (吉野村) (1890-1955)
- Gunge (郡家村) (1890-1954)
- Hiroshima (広島村) (1890-1958)
- Takamishima (高見島村) (1890-1956)
- Takashino (高篠村) (1890-1955)
- Sanagishima (佐柳島村) (1890-1956)
- Shika (四箇村) (1890-1954)
- Shijō (四条村) (1890-1955)
- Shichika (七箇村) (1890-1955)
- Sogō (十郷村) (1890-1955)
- Zōgō (象郷村) (1890-1958)
- Kanno (神野村) (1890-1955)
- Tarumi (垂水村) (1890-1958)
- Zentsūji (善通寺町) (1890-1954)
- Minami (南村) (1890-1951)
- Shirakata (白方村) (1890-1954)
- Fudeoka (筆岡村) (1890-1954)
- Toyohara (豊原村) (1890-1942)
- Honjima (本島村) (1890-1954)
- Yoshima (与島村) (1890-1953)
- Yogita (与島村) (1890-1954)
- Tatsukawa (竜川村) (1890-1954)
- Rokugō (六郷村) (1890-1917)
- Asano (麻野村) (1890-1901)
- Yoshida (吉田村) (1890-1901)

## Administració
El districte de Naka-Tado va tindre, com tots els districtes del Japó un president de districte (郡長, Gunchō) de 1878 a 1926 i una assemblea de districte (郡会, Gunkai) de 1878 a 1923, totes elles localitzades a la capital districtal.

### Presidents
La llista coneguda de Presidents del districte (郡長, Gunchō) és la següent:
- Shūtarō Shiraishi (1899-1901)
- Jirō Matsuzaki (1901-1906)
- Sadami Ikuma (1906-1908)
- Sada Takeda (1908-1912)
- Yukitada Ueda (1912-1913)
- Mitsugu Inui (1913-1914)
- Toshifumi Yamaguchi (1914-1926?)